# Saint-Arroman (Gers)
Saint-Arroman é uma comuna francesa na região administrativa de Occitânia, no departamento de Gers. Estende-se por uma área de 11,97 km². Em 2010 a comuna tinha 145 habitantes (densidade: 12,1 hab./km²).